# Melchior Fieser
Melchior Fieser (* 14. September 1803 in Philippsburg; † 13. April 1880 in Gernsbach) war ein deutscher Verwaltungsbeamter und Parlamentarier.

## Leben
Melchior Fieser studierte Rechtswissenschaften an der Albert-Ludwigs-Universität Freiburg und der Ruprecht-Karls-Universität Heidelberg. 1823 wurde er Mitglied des Corps Rhenania Freiburg. Nach dem Studium wurde er 1829 Rechtspraktikant. 1835 wurde er Amtsassessor beim Bezirksamt Sinsheim. 1838 wechselte er als Amtmann zum Bezirksamt Walldürn, dessen Amtsvorstand er 1840 wurde. 1842 kam er als Amtsvorstand zum Bezirksamt Wiesloch und 1843 zum Bezirksamt Ettenheim, wo er 1844 zum Oberamtmann ernannt wurde. 1847 wurde er als Amtsvorstand zum Bezirksamt Konstanz versetzt. Am 22. Mai 1849 wurde er von der Revolutionsregierung abgesetzt. Noch im gleichen Jahr wurde er Ministerialrat im Innenministerium in Karlsruhe. 1851 wurde er noch zusätzlich rechtsgelehrter Rat im Oberverwaltungsrat und 1853 dieses Amtes enthoben. Von 1858 bis zu seiner Pensionierung 1864 war er Regierungsdirektor in Karlsruhe.
Von 1850 bis 1856 gehörte Fieser als Abgeordneter des Wahlbezirks des Amtes Ettenheim der Zweiten Kammer der Badischen Ständeversammlung an. Des Weiteren war er Vorstand des Verwaltungsrats der General-Witwen- und Brandkasse.

## Auszeichnungen
- Ritterkreuz des Ordens vom Zähringer Löwen, 1852
- Ritterkreuz des sizilianischen Ordens Franz I., 1855